# Paradoja de la región-beta

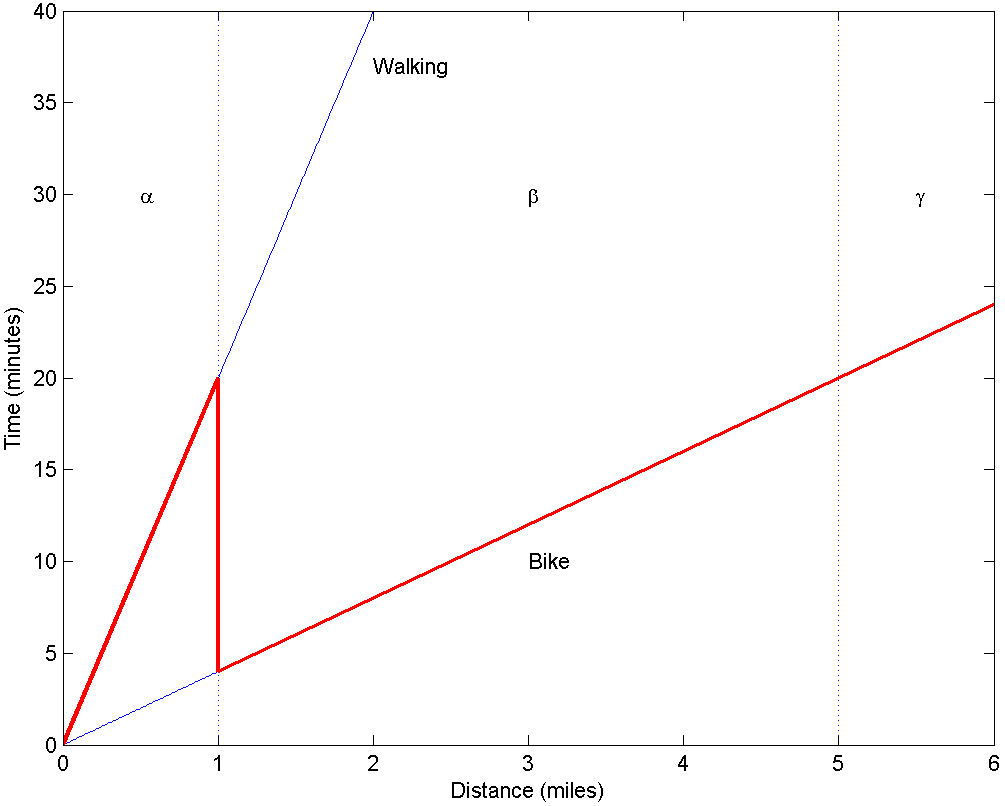
La paradoja de la región beta: una persona prefiere caminar (a 3 millas por hora) si las distancias son de menos de una milla, y andar en bicicleta (15 millas por hora) para distancias más largas. A pesar de la lejanía de los puntos en la región beta, se alcanzarán más rápido que la mayoría de los puntos en la región alfa cercana.

La paradoja de la región beta es un fenómeno que describe cómo a veces las personas pueden recuperarse más rápidamente de experiencias más angustiosas que de las que lo son menos. La hipótesis que soporta esto es que los estados emocionales intensos desencadenan procesos de defensa psicológica que reducen el malestar, mientras que los estados menos intensos no desencadenan los mismos procesos de defensa y, por tanto, se produce una atenuación del estrés menos eficaz. Sin embargo, se predice que los estados intensos durarán más.
Esta paradoja se ha observado en los efectos psicológicos de la exposición a ataques terroristas. Es probable que esto esté relacionado con la activación del afrontamiento, la disonancia cognitiva y otras formas de defensa psicológica.
También se ha modelado computacionalmente en un modelo de computación afectiva.

## Ejemplos
Si alguien mantiene una relación romántica mediocre, será menos probable que la finalice para encontrar otra mejor, respecto a si su relación actual fuera peor, esto, por tanto, empeoraría su situación general actual. Lo mismo sería cierto si el caso fuera tener un trabajo mediocre.

## Origen del nombre
El nombre se origina en la ilustración del artículo de Daniel Gilbert et al., donde se presentó esta paradoja. En él se plantea el caso de un viajero que tiene la costumbre de caminar exclusivamente a destinos dentro de una milla de distancia desde su punto de origen y desplazarse en bicicleta si estos son más distantes. Dado que la bicicleta es más rápida, el viajero llegará a algunos lugares distantes más rápido que a destinos más cercanos (región beta en su diagrama), invirtiendo la tendencia normal de llegar más tarde a lugares más distantes.
Esta no monotonicidad se aplica a los estados donde se pueden elegir intervenciones, pero no se eligen por debajo de ciertos umbrales (debido al costo, etc.). Por ejemplo, es más probable que las personas lesionadas busquen medios efectivos para acelerar su recuperación (tomar medicamentos, ir al médico, someterse a una cirugía) cuando la lesión es más grave que para las lesiones leves, lo que hace que las lesiones menores duren más.

Una rodilla dañada duele más que una rótula destrozada, porque esta última lesión supera el umbral crítico del dolor y desencadena así los mismos procesos que lo atenúan.
Gilbert et al. 2004